# Mount Masley
Mount Masley ist ein 2605 m hoher und markanter Berg mit abgeflachtem Gipfel im ostantarktischen Viktorialand. Im nördlichen Teil der Pain Mesa in der Mesa Range ragt er 18 km östlich des Silva Ridge auf.
Der United States Geological Survey kartierte ihn anhand eigener Vermessungen und Luftaufnahmen der United States Navy aus den Jahren von 1960 bis 1964. Das Advisory Committee on Antarctic Names benannte ihn 1969 nach Andrew Jerome Masley (* 1933), Ionosphärenphysiker auf der McMurdo-Station von 1962 bis 1963.